# Transformadores defasadores

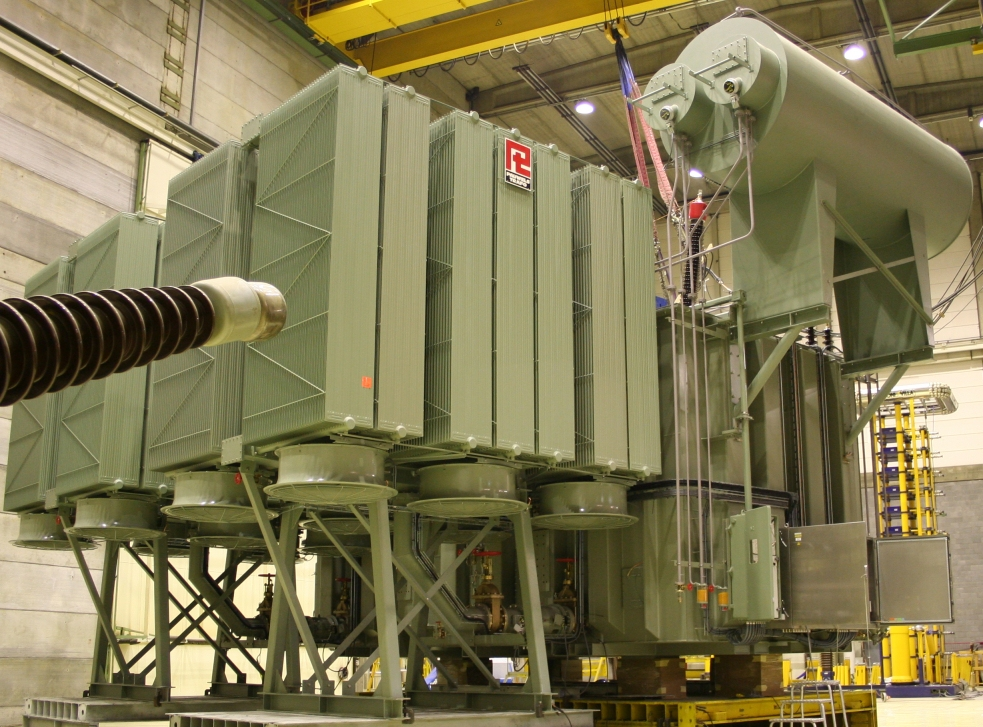
Um transformador defasador de 400 MVA 220/155 kV

Transformadores defasadores (em língua inglesa: Phase-Shifting Transformers) são transformadores especializados utilizados em linhas de transmissão para controlar a potência entre sistemas independentes. Atua alterando o ângulo de fase entre a tensão de entrada e a de saída para controlar a potência ativa.